# Johan Albert Butsch
Johan Albert Butsch, född 6 februari 1800 i Borås, död 2 mars 1875 i Skånings-Åsaka församling, Skaraborgs län, var en svensk biskop och professor i kyrkohistoria. Han var måg till Sven Lundblad.
Butsch blev student vid Uppsala universitet 1821, teologie docent 1824, prästvigd 1827, teologie licentiat 1830, teologie adjunkt 1832, professor i kyrkohistoria och teologiska prenotioner 1836 och biskop i Skara 1837.
Som teolog visade Butsch stor mildhet och tolerans mot oliktänkande. Fastän i grunden politiskt konservativ ställde han sig snarare gynnande än avvisande till reformsträvanden, till exempel i fråga om folkundervisning och religionsfrihet. Tyst och inåtvänd av naturen fullgjorde Butsch med nit och allvar sina plikter som stiftschef, men framträdde föga som författare.
Som bevis på det stora förtroende han åtnjöt kan nämnas att blev konfirmationslärare för Oscar I:s barn, att han som kommittéordförande deltog i arbetet på de 1862 antagna nya perikoperna, liksom i revision av kyrkohandbok och katekes, samt att han 1851 och 1855 uppfördes på förslag till ärkebiskop. Han undanbad sig bägge gångerna utnämning – sista gången med de för honom betecknande orden: "Jag älskar lugnet och skuggan."